# Rastellus sabulosus
Rastellus sabulosus är en spindelart som beskrevs av Norman I. Platnick och Griffin 1990. Rastellus sabulosus ingår i släktet Rastellus och familjen Ammoxenidae.
Artens utbredningsområde är Namibia. Inga underarter finns listade i Catalogue of Life.